# اوخوز و برنا
اوخوز و برنا (به چکی: Ochoz u Brna) یک منطقهٔ مسکونی در جمهوری چک است که در ناحیه برنو-تسوونتری واقع شده‌است. اوخوز و برنا ۱۴٫۵۴ کیلومتر مربع مساحت و ۱٬۲۹۰ نفر جمعیت دارد و ۳۶۴ متر بالاتر از سطح دریا واقع شده‌است.